# Яблоница (район Сеница)
Яблоница (словац. Jablonica) — село и одноимённая община в районе Сеница Трнавского края Словакии. В письменных источниках начинает упоминаться с 1262 года.

## География
Село расположено в западной части края на реке Миява, при автодороге 51. Абсолютная высота — 209 метров над уровнем моря. Площадь муниципалитета составляет 31,44 км². В селе есть римско-католический костёл в стиле барокко с 1752 года.

## Население
По данным последней официальной переписи 2011 года, численность населения селa составляла 2256 человек.
Динамика численности населения общины по годам:
| Год:                | 1994 | 2004    | 2014    | 2024    |
| ------------------- | ---- | ------- | ------- | ------- |
| Количество человек: | 2264 | 2279    | 2254    | 2222    |
| Разница:            |      | +0,66 % | −1,09 % | −1,41 % |

Национальный состав населения (по данным переписи населения 2011 года):
| Национальность | Численность, человек |
| -------------- | -------------------- |
| словаки        | 2094                 |
| венгры         | 3                    |
| цыгане         | 20                   |
| украинцы       | 1                    |
| чехи           | 9                    |
| поляки         | 2                    |
| евреи          | 1                    |
| другие         | 6                    |
| не указана     | 118                  |